# Luci Corneli Crisògon
Luci Corneli Crisògon (en llatí Lucius Cornelius Chrysogonus) fou un llibert de Sul·la, del qual n'era el favorit.
Quan Sul·la va posar a la venda diverses propietats dels proscrits, entre elles hi havia la de Rosci d'Amèria, que valia 250 talents i Luci Corneli Crisògon la va comprar per 2.000 denaris. Després va acusar al fill de Rosci d'Amèria, que també es deia Rosci, d'haver assassinat el seu pare. Ciceró va pronunciar el seu primer discurs públic en defensa de Rosci, Pro Roscio Amerino, on retrata molt bé la personalitat de Corneli Crisògon. No es pot afirmar del cert, com diu Plutarc, que Corneli fos només l'instrument de Sul·la per quedar-se les propietats fruit de les seves proscripcions.